# 시클로시 게르게이
시클로시 게르게이(헝가리어: Siklósi Gergely, 1997년 9월 4일~)는 헝가리의 펜싱 선수로 주 종목은 에페이다. 2020년 하계 올림픽에서 남자 에페 개인전 은메달을 획득했으며 2024년 하계 올림픽에서 남자 에페 단체전 금메달을 획득했다. 또한 2019년 세계 펜싱 선수권 대회에서 남자 에페 개인전 금메달을 획득했다.

## 수상
- 헝가리 올해의 청소년 선수상 3위(2016, 2017)
- 헝가리 올해의 펜싱 선수(2019)

### 수훈
- 장교십자 헝가리 공로장(2024년)
- 기사십자 헝가리 공로장(2021년)